# Maritiem district (Nederland)
Het maritiem district volgens de Nederlandse classificatie is een floradistrict dat zich beperkt tot sterk door de zee beïnvloede gebieden als zeerepen, kruinen van zeedijken en -dammen, stranden, zandplaten, slikken en dergelijke.
Het district omvat de kusten van de Hollandse duinen en de Waddeneilanden, de kusten van de Zeeuwse en Zuid-Hollandse delta, inclusief de afgedamde wateren, de kusten van de Waddenzee en van de voormalige Lauwerszee.
De IJsselmeerkusten worden niet tot het maritiem district gerekend.
De typerende plantengroei in dit district omvat vooral zoutplanten.